# Desperados: Wanted Dead or Alive
«Desperados: Wanted Dead or Alive» (рус. Десперадос: Разыскиваются живыми или мёртвыми) — компьютерная игра в жанре тактической стратегии, разворачивающаяся в сеттинге вестерна. Под контроль играющего дается шестеро персонажей. Главный герой игры, «охотник за головами» Джон Купер, решает поймать известного грабителя поездов «Эль-Диабло» (исп. El Diablo — «дьявол»). По пути Куперу помогают пятеро друзей, и вместе они работают в стелс-стиле, аналогичном игре «Commandos: Behind Enemy Lines», хотя в игре также допускаются и ожесточённые перестрелки. В марте 2006 года было выпущено продолжение Desperados 2: Cooper's Revenge. 16 июня 2020 года вышел приквел — Desperados III.

## Сюжет
Действие разворачивается в Эль-Пасо в 1881 году. За последние несколько месяцев загадочным и жестоким бандитом Эль-Диабло было ограблено множество поездов. Железнодорожная компания «Twinnings & Co» предлагает награду в 15 000 $ любому, кто сможет остановить Эль-Диабло. Охотник за наградой Джон Купер соглашается, но вскоре понимает, что задание не такое простое, как он думал. Джон решает создать команду из своих старых друзей для помощи в охоте на грабителей, включая Сэма, Дока и Кейт. Узнав, что Санчес — не глава грабителей, Купер отпускает его, и тот присоединяется к команде, узнав, что в его отсутствие люди Эль-Диабло перестреляли всех его людей. Эта команда из 5 увеличивается до 6, когда отца Мии убивают на заставе, и она клянётся отомстить за него.
Эль-Диабло пленит героев в своей тайной штаб-квартире/пещере. Миа помогает другим героям сбежать из камеры заключения. Купер затем преследует Эль-Дьябло в его логове и убивает в ожесточённой перестрелке.

## Персонажи
- Джон Купер — лидер команды, первый персонаж игрока. Купер — быстрейший стрелок из всех, с его армейским револьвером «Ремингтон». На его быстрое действие можно запрограммировать три выстрела по одной или нескольким целям. Также он всегда носит при себе нож, который может метать во врагов, тихо убивать их со спины, либо использовать для разрезания верёвок и седельных подпруг. Кроме того, в его арсенале имеются заводные часы, музыкой которых можно завлечь врагов в нужное место. Также Купер может носить на спине тела убитых или бессознательных врагов и карабкаться по стенам и горам.
- Сэмюэль Уильямс — сбежавший с плантации негр. Обожает взрывчатку, мастерски мечет динамитные шашки. Имеет при себе мешок с гремучей змеёй, которая кусает людей и пугает лошадей. Умеет связывать бессознательных врагов. Его винтовка «Винчестер» является одним из самых дальнобойных видов оружия в игре. Может использовать картечницу Гатлинга.
- Док Маккой — врач, которого Купер спасает от линчевания за шарлатанство. Оружие Маккоя — длинноствольный револьвер «Кольт Бантлайн», для которого он сделал высокоточные патроны, превращающие его револьвер в снайперскую винтовку. Док — человек науки, он может бросать во врагов капсулы с газом, или запускать их в воздух с помощью воздушных шаров. Будучи врачом, он может лечить других героев и приводить их в чувство. Он может делать чучело-приманку для врага из собственного плаща. Кроме того, Маккой — взломщик замков и сейфов.
- Кейт О’Хара — шулер, Купер спасает её в Батон-Руже после того, как её обвиняют в жульничестве. В своей сумочке она носит игральные карты, зеркальце (для ослепления врагов или зажигания динамита) и малошумный трёхствольный пистолет «Дерринджер». Кейт может соблазнять мужчин, поправляя резинку чулка, а затем бить их ногой. Её удар ногой быстрее и сильнее, чем кулак Купера. В одной из миссий Кейт переодевается и в таком виде может ходить где угодно, отвлекая внимание врагов. Умеет бесшумно ходить по мостам и другим шумным поверхностям.
- Пабло Санчес — мексиканский бандит, его ловят первые четыре героя в Нью-Мексико, считая его виновным в грабежах поездов. Поняв, что Санчес невиновен, Купер освобождает его из тюрьмы, требуя взамен помощь. Санчес всегда носит с собой бутылку текилы для подсовывания врагам, с целью усыпления их бдительности. Может прикинуться спящим, заставляя любопытных врагов подойти поближе — а после этого «выключить» их ударом с разворота. Его оружие — двузарядный обрез. Благодаря своей незаурядной силе Санчес может тащить сразу два мёртвых или бессознательных тела, оглушать врагов броском камня, толкать тяжёлые предметы и даже стрелять из картечницы Гатлинга, сорвав её со станка. Когда Санчес заходит в здание, где уже сидят трое или меньше врагов, то вышибает их наружу без сознания.
- Миа Юн — китайская девочка, которая присоединяется к группе после того, как маршал убивает её отца. Имеет при себе свирель, ослепляющие петарды, орехи и ручную обезьянку по кличке «мистер Леоне». Отравленные дротики из её духовой трубки летят на небольшое расстояние и наносят минимальный урон врагам, но их яд вызывает у жертвы психоз, заставляя её стрелять во всё, что движется, даже в своих друзей. Миа, которой 18, является самой молодой из персонажей группы. Она также может прятаться в пустых бочках.

Кличка обезьяны является аллюзией к режиссёру спагетти-вестернов Серджо Леоне.

## Геймплей
Игра известна своим продвинутым ИИ. Игрок может использовать иконку фонаря для того, чтобы увидеть поле зрения врага. В зависимости от цвета получающегося треугольника, игрок может видеть степень подозрительности человека. Если сектор зелёный, то человек спокоен. Жёлтый означает подозрение, а красный — то, что он заметил одного из героев. Также розовый сектор означает привлечение к Кейт, а чёрный — то, что в человека попал дротик Мии.
Также интересной особенностью игры является так называемое «быстрое действие» — оно программируется в спокойной обстановке, а потом сразу исполняется по нажатию клавиши Пробел. Можно записать быстрое действие двум и более персонажам — тогда они исполнят его одновременно, что позволит, например, снять двух врагов, поддерживающих друг друга. Эта способность является важной частью тактического планирования, так как в режиме «пауза» игрок не может отдавать приказы (если не использовать чит-коды).

## Оценки
| Сводный рейтинг | Сводный рейтинг |
| Агрегатор       | Оценка          |
| --------------- | --------------- |
| GameRankings    | 80,06 %         |